# 王粛 (南北朝)
王 粛（おう しゅく、464年 - 501年）は、中国の南北朝時代の政治家。字は恭懿。本貫は琅邪郡臨沂県。

## 経歴
王奐（王份の兄）の子として生まれた。南朝斉の武帝に仕えて、著作郎・太子舎人・司徒主簿・秘書丞を歴任した。永明11年（493年）、父と兄弟が処断されたため、北魏に亡命した。孝文帝と面会すると、大軍を動員した南征を勧めた。太和18年（494年）、輔国将軍・大将軍長史に任じられた。開陽伯の爵位を賜ることとなったが、これを固辞して許された。仮節・行平南将軍となり、大将軍劉昶の下で南朝斉の司州を攻撃した。義陽まで進出して、斉軍を連破した。持節・都督豫東豫東郢三州諸軍事・平南将軍・豫州刺史・揚州大中正に任じられた。太和19年（495年）、たびたび斉軍を破り、南朝斉の寧州刺史の董巒を捕らえた。
太和21年（497年）、孝文帝が沔北に親征して、南朝斉の雍州を攻撃すると、王粛は従軍して南朝斉の裴叔業を破った。功績により鎮南将軍・都督豫南兗東荊東豫四州諸軍事となり、汝陽県開国子に封じられた。太和22年（498年）、孝文帝が淮北に侵攻すると、王粛は義陽を攻撃した。南朝斉の裴叔業が渦陽を包囲し、渦陽救援に向かった広陵王元羽や劉藻らが裴叔業に敗れた。王粛は自ら志願して渦陽救援に向かい、裴叔業を撤退させた。王粛は劉藻らの敗戦の罪に連座して、平南将軍に降格された。
太和23年（499年）、孝文帝が死去すると、遺詔により王粛は尚書令となり、咸陽王元禧らとともに宣武帝の宰相をつとめることとなった。王粛は宣武帝のいる魯陽に召し出され、ともに洛陽に帰った。
景明元年（500年）、裴叔業が寿春で北魏に帰順すると、王粛は使持節・都督江西諸軍事・車騎将軍となり、彭城王元勰とともに10万の兵を率いて応接にあたった。南朝斉の豫州刺史の蕭懿が3万の兵を率いて小峴に駐屯し、交州刺史の李叔献が合肥に駐屯して、寿春の奪回を図った。蕭懿の部将の胡松・李居士らが1万人あまりを率いて死虎に駐屯したため、王粛は軍を進めてこれを破った。さらに合肥に進んで李叔献を生け捕りにし、蕭懿を小峴から退却に追い込んだ。王粛は洛陽に帰ると、開府儀同三司の位を受け、昌国県開国侯に封じられた。まもなく散騎常侍・都督淮南諸軍事・揚州刺史に任じられた。
景明2年（501年）、寿春で死去した。享年は38。侍中・司空公の位を追贈された。諡は宣簡といった。

## 妻子

### 妻
- 陳郡謝氏（先妻、謝荘の娘、王紹と二女を生んだ）
- 彭城公主（後妻、献文帝の六女、先夫の劉承緒（劉昶の子）が早逝したため、王粛に再嫁した）

### 男子
- 王紹（字は三帰、太子洗馬・員外常侍・中書侍郎）
- 王理（東魏の武定末年に著作佐郎）

### 女子
- 王普賢（宣武帝の後宮に入って夫人となった）
- 王氏（広陽王元淵の妻）

## 伝記資料
- 『魏書』巻63 列伝第51
- 『北史』巻42 列伝第30